# Буллериан, Эдди
Эдди Буллериан (нем. Eddy Bullerian; 17 июня 1886, Зондерсхаузен — 19 сентября 1943, Инсбрук) — немецкий скрипач, музыкальный педагог. Сын дирижёра Рудольфа Буллериана, брат композитора Ханса Буллериана.
С 1914 г. работал в Эстонии, первоначально в Тарту, где играл в оркестре театра «Ванемуйне» и преподавал в музыкальной школе. Затем перебрался в Таллин и занял место концертмейстера в оркестре Театра «Эстония». С созданием в 1919 году Таллинской высшей школы музыки стал первым руководителем одного из скрипичных классов (другим руководил Йоханнес Паульсен).
Затем вернулся в Германию, выступал как камерный музыкант (в том числе со скрипичными сочинениями своего брата).